# 梅津庸一
梅津 庸一（うめつ よういち、1982年6月5日〜、男性）は日本の美術家。美術共同体「パープルーム」主宰。元アノマリー所属。

## 来歴
1982年山形県生まれ。東京造形大学絵画科卒業。ラファエル・コランによる『フロレアル』を自身の裸像に置き換えた『フロレアル（わたし）』でデビュー。以後、黒田清輝『智・感・情』に自身を重ね合わせた『智・感・情・A』など、日本の近代洋画の黎明期の作品に自らを憑依させたような絵画作品を発表。2006年、『銀色の僕』で第9回岡本太郎記念現代芸術大賞展準大賞を受賞。2013年には「であ、しゅとぅるむ」展（名古屋市民ギャラリー矢田）カタログにテキスト『優等生の蒙古斑』を寄稿。自身を含む同世代の作家に見られる美術予備校の教育による影響を指摘した。
2014年からは神奈川県相模原市で美術と教育、共同体の在り方について、実践を通して批評考察する美術共同体「パープルーム予備校」を私塾として主宰。「パープルームギャラリー」の運営も行う。そのほか映像作品、ドローイング、陶芸、テキスト執筆、展覧会キュレーションなど活動は多岐にわたる。
パープルームメンバー
安藤裕美、アラン、わきもとさき、シエニーチュアン、大樹、齊藤孝尚

## 主な展覧会[1]
- ラムからマトン（ARATANIURANO、NADiff Gallery、2015年）[6]
- 瀬戸内国際芸術祭（女木島、2016年）
- 未遂の花粉（愛知県美術館、2017年）
- 恋せよ乙女！パープルーム大学と梅津庸一の構想画（ワタリウム美術館、2017年）
- パープルタウンでパープリスム（パープルーム予備校ほか、2018年）
- 百年の編み手たち －流動する日本の近現代美術－（東京都現代美術館、2019年）
- 梅津庸一展　ポリネーター（ワタリウム美術館、2021年）

他多数

## 作品集
- ラムからマトン　アートダイバー、2015年、ISBN 978-4908122033